# Neusticosaurus
Il Neusticosaurus (anche detto Neuticosaurus) è un genere estinto di rettile marino appartenente all'ordine nothosauria. Ritrovamenti fossili di questa creatura, il cui nome significa "lucertola nuotatrice", sono stati effettuati in Italia (Besano), Svizzera (Monte San Giorgio) e Germania, oltre che in Francia. La sua lunghezza, poco più di una ventina di centimetri, potrebbe indicare individui giovani, ma se così non fosse e si trattasse di adulti si potrebbe ritenere il neusticosaurus il più piccolo appartenente ai nothosauria.

## Dieta
È probabile che il neusticosaurus si nutrisse di piccoli pesci.

## Specie
Sono note quattro specie di Neusticosaurus:
- Neusticosaurus  pusillus;
- Neusticosaurus  peyeri;
- Neusticosaurus  toeplitschi;
- Neusticosaurus  staubi (nomen dubium);